# Робін Гуд (фільм, 1912)
«Робін Гуд» (англ. Robin Hood) — американська короткометражна пригодницька мелодрама режисера Герберта Блаше 1912 року.

## У ролях
- Роберт Фрейзер — Робін Гуд
- Барбара Теннант — Меріан
- Алек Б. Френсіс — шериф Ноттінгема
- Джулія Стюарт — домробітниця шерифа
- Матільда Барінг — покоївка Мервіна
- Ізабель Леймон — Фенхель
- Мюріель Остріх — Крістабель
- M. E. Ганнфі — монах Тук
- Гай Олівер — Гай Олівер
- Джордж Ларкін — Алан Дейл
- Чарльз Гундт — Вілл Скарлет